# Сан Лоренцо Изонтино
Сан Лоренцо Изонтино (итал. San Lorenzo Isontino) је насеље у Италији у округу Горица, региону Фурланија-Јулијска крајина.
Према процени из 2011. у насељу је живело 1546 становника. Насеље се налази на надморској висини од 52 м.

## Становништво
Према резултатима пописа становништва 2011. у општини је живело 1.548 становника.
| 1936. | 1951. | 1961. | 1971. | 1981. | 1991. | 2001. | 2011. |
| ----- | ----- | ----- | ----- | ----- | ----- | ----- | ----- |
| 1.119 | 1.243 | 1.214 | 1.256 | 1.428 | 1.372 | 1.412 | 1.548 |

## Партнерски градови
- Pottendorf